# Vaccinium timonioides
Vaccinium timonioides är en ljungväxtart som beskrevs av Herbert Fuller Wernham. Vaccinium timonioides ingår i Blåbärssläktet, och familjen ljungväxter. Inga underarter finns listade i Catalogue of Life.